# Теодор Фонтане
Теодор Фонтане (Нојрупин, 30. децембар 1819 — Берлин, 20. септембар 1898) је био немачки писац и новинар.
Пореклом је из породице француских емиграната хугенота. Радио је као апотекар, а затим новинар, ратни дописник и позоришни критичар.
Био је главни секретар Академије уметности у Берлину. По узору на енглеске и шкотске баладе пише сетне лирске саставе са мотивима из завичаја и пруске историје. Тек као 60-годишњак почео је да пише романе и показује се као класични сликар берлинског грађанства. Један је од најзначајнији немачких романтичара реализма. Његовим ремек-делом сматра се и „Ефи Брист“ (1894) један од најславнији немачких романа свих времена.

## Дела
- „У неповрат“
- „Забуне, Заблуде“ (1888)
- „Моје детињство“
- „Госпођа Џени Трајбел“ (1893)